# Дом војске у Руми
Дом војске у Руми, јесте архитектонски вредна зграда подигнута 1912. године, 
залагањем Румљана окупљених у организацију „Хрватски соко”, са основним циљем да се све културно-спортске организације румских Хрвата окупе на једном месту. 
После Другог светског рата зграда је додељена на коришћење ЈНА, да би званично постала Дом ЈНА 28. септембра 1958. године.
Претпоставља се да је пројекат за изградњу здања израдио Виктор Аскман (Владоје Аксмановић 1878-1946), пројектант зграде старе Румске гимназије, данашње зграде ОШ „Душан Јерковић”, која је завршена у слично време. Зграда је пројектована као угаона грађевина, са два приземна крака, са улазом масивном централном спратном делу. Подигнута је у стилу сецесије и Хисторизма и припада периоду Југендштила. Дубока пластичност фасаде са хербалним мотивима, овални витражни прозори, ковано гвожђе, скулптуре „Деде и унука” и специфичан кров централног дела зграде дају овом здању упечатљивост и оригиналност.
Изградња је трајала до 1912. године и стајала је тадашњих 75000 аустријских круна, а главни извођач радова био је извесни Звонимир Ербежник. Остало је забележено да је на отварању дома Милица Николајевић, најстарија кћи адвоката др Милоша Николајевића, рецитовала песму Јована Јовановића Змаја „Деда и унук” по чијим су мотивима и урађене скулптуре на фасади.
За време Првог светског рата зграда је служила као лазарет, односно војна болница, да би између два рата, згради била враћена првобитна намена и она под својим кровом окупља сва хрватска културно-спортска друштва у Руми. У послератном периоду, кратко време је служила као истражни затвор Команде места, да би јој се основна намена вратила по завршетку ратних дејстава на територији Југославије.
Зграда је била у великој мери девастирана због вишедеценијског немара. У јулу 2021. отпочела је комплетна реконструкција екстеријера и ентеријера зграде средствима локалне самоуправе. На пролеће 2022. је завршена реконструкција објекта, током које је враћена изворна тамно црвена боја фасаде.
Власник зграде је општина Рума која је зграду откупила од Војске Србије.